# آملیا بالمور
آملیا بالمور (انگلیسی: Amelia Bullmore؛ زادهٔ ۳۱ ژانویهٔ ۱۹۶۴) بازیگر، فیلم‌نامه‌نویس و صداپیشه اهل بریتانیا است. وی از سال ۱۹۸۷ میلادی تاکنون مشغول فعالیت بوده‌است.
از فیلم‌ها یا برنامه‌های تلویزیونی که وی در آن نقش داشته‌است، می‌توان به خیابان کورونیشن، پوآرو، رخنه‌گر، بی‌حیا، شرلوک، تاج، دولت پنهان، پایان بازی، حقیقت، وضعیت فعلی، جشنواره، خانم دالووی و جنتلمن جک اشاره کرد.